# Brunneria borealis
Brunneria borealis (лат.) — вид богомолов из семейства Coptopterygidae. Встречаются в США.

## Описание
Brunneria borealis — это удлиненное зелёное насекомое с тонкими ногами без расширений или лопастей, и с типичными хищными передними конечностями богомола. Взрослые особи имеют крылья уменьшенного размера и, вероятно, не способны летать. Они могут вырастать до длины около 77 мм.
Этот вид богомолов не размножается половым путем, и взрослые особи, которые все являются самками, откладывают яйца без участия самца путём партеногенеза. Кладка яиц защищена оотекой или яйцевой оболочкой. У большинства видов богомолов каждая нимфа выходит из своего отверстия в яйцевой оболочке, но у этого вида одна из оотек вытянута в точку, и все нимфы выходят через неё. Нимфы внешне похожи на взрослых особей и по мере роста проходят через ряд линек. О питании этого богомола мало что известно. Ночью его можно найти на высоте около 20 см от земли, а если его потревожить, он забирается выше среди трав. Судя по размерам, он, вероятно, питается кузнечиками.

## Распространение и экология
B. borealis обитает на юге США, от Атлантического океана до запада Техаса, где встречается в округе Бразос, округе Команч, округе Эрат, Конро, округе Монтгомери (Техас), Азле, округе Таррант (Техас), Юлесс (Техас), и в округе Паркер (Техас), вероятно, как отдельные местные популяции. Он был зарегистрирован в Северной Каролине, Южной Каролине, Джорджии, Флориде, Алабаме, Луизиане, Миссисипи, Арканзасе, Оклахоме и Техасе. В Остине, штат Техас, он был найден на цветочных головках астры стройной (Symphyotrichum subulatum). В Сидар-Крик, штат Техас, он был найден на лугах из травы синеголовника (Schizachyrium scoparium) ночью, но был незаметен днём.